# Ke Huy Quan
Ke Huy Quan (em vietnamita:  Quan Kế Huy; chinês: 關繼威; nascido em Ho-Chi-Minh, 20 de agosto de 1971), também conhecido como Jonathan Ke Quan (/kiːˈkwɑːn/), é um ator e dublê vietnamita-americano.
É mestre em artes marciais. Formou-se em Cinema na Universidade da Califórnia.
Dentre seus trabalhos como ator, interpretou Short Round, no filme Indiana Jones and the Temple of Doom (1984), Dado, no filme The Goonies (1985), dirigido por Richard Donner. Em 1990 e 1991, ele co-estrelou como Jasper Kwong na sitcom Head of the Class por duas temporadas.
Quan parou de atuar devido à falta de oportunidade no final dos anos 1990, quando se formou em cinema pela USC School of Cinematic Arts. Ele passou a trabalhar como coordenador de dublês e diretor assistente.
Ele voltou a atuar como Waymond Wang no filme Tudo em Todo Lugar ao Mesmo Tempo (2022), um papel pelo qual recebeu sua primeira indicação e vitória ao Oscar na categoria de Melhor Ator Coadjuvante.

## Filmografia

### Filmes
| Ano  | Título                                    | Papel                     | Notas                 |
| ---- | ----------------------------------------- | ------------------------- | --------------------- |
| 1984 | Indiana Jones and the Temple of Doom      | Short Round               | Filme Americano       |
| 1985 | The Goonies                               | Richard "Data" Wang       | Filme americano       |
| 1986 | It Takes a Thief (糊塗妙賊小神偸)         | Little Guan (小關)        | Filme taiwanês        |
| 1987 | Passenger (パッセンジャー 過ぎ去りし日々) | Rick                      | Filme japonês         |
| 1991 | Breathing Fire                            | Charlie Moore             | Filme americano       |
| 1992 | Encino Man                                | Kim                       | Filme americano       |
| 1996 | Red Pirate (紅海盜/飛虎奇兵)              | Kwan Chia Chiang (關家強) | Filme hongueconguense |
| 2002 | Second Time Around (無限復活)             | Sing Wong                 | Filme hongueconguense |
| 2021 | Finding ʻOhana                            | George Phan               | Filme americano       |
| 2022 | Everything Everywhere All at Once         | Waymond Wang              | Filme americano       |
| 2025 | Zootopia 2                                | Gary (voz)                | Filme americano       |

### Televisão
| Ano  | Título                                                   | Papel             | Notas                                             |
| ---- | -------------------------------------------------------- | ----------------- | ------------------------------------------------- |
| 1986 | Together We Stand                                        | Sam               | 19 episódios                                      |
| 1991 | Head of the Class                                        | Jasper Kwong      | Cast principal (temporadas 4–5)                   |
| 1991 | Tales from the Crypt                                     | Josh              | Episódio: "Undertaking Palor"                     |
| 1993 | The Big Eunuch and the Little Carpenter (大太監與小木匠) | Ba Dajia (巴大家) | Protagonista; Série de TV de Taiwan, 40 episódios |
| TBA  | American Born Chinese                                    | Freddy Wong       | Upcoming series                                   |
| 2023 | Loki                                                     | O.B.              | (Temporada 2)                                     |

## Prêmios e Nomeações
| Ano  | Prêmio                                         | Categoria                                       | Trabalho                             | Resultado | Referência |
| ---- | ---------------------------------------------- | ----------------------------------------------- | ------------------------------------ | --------- | ---------- |
| 1984 | Youth in Film Awards                           | Best Young Supporting Actor in a Motion Picture | Indiana Jones and the Temple of Doom | Venceu    |            |
| 1985 | Saturn Awards                                  | Best Performance by a Younger Actor             | Indiana Jones and the Temple of Doom | Indicado  |            |
| 1986 | Youth in Film Awards                           | Best Young Actor in a New Series                | Together We Stand                    | Venceu    |            |
| 2022 | Hollywood Critics Association Midseason Awards | Best Supporting Actor                           | Everything Everywhere All At Once    | Venceu    |            |
| 2023 | Golden Globe Awards                            | Best Supporting Actor                           | Everything Everywhere All at Once    | Venceu    |            |
| 2023 | Critics' Choice Awards                         | Best Supporting Actor                           | Everything Everywhere All at Once    | Venceu    |            |
| 2023 | BAFTA                                          | Best Supporting Actor                           | Everything Everywhere All at Once    | Indicado  |            |
| 2023 | The Oscars                                     | Best Supporting Actor                           | Everything Everywhere All at Once    | Venceu    |            |